# De Havilland DH.94 Moth Minor
El De Havilland DH.94 Moth Minor («polilla menor» en inglés) fue un avión británico biplaza de entrenamiento/turismo de la década de 1930, construido por la De Havilland Aircraft Company; fue diseñado como una versión monoplano de la serie DH.60 Moth, y hasta el estallido de la Segunda Guerra Mundial tuvo un gran éxito comercial.

## Diseño y desarrollo

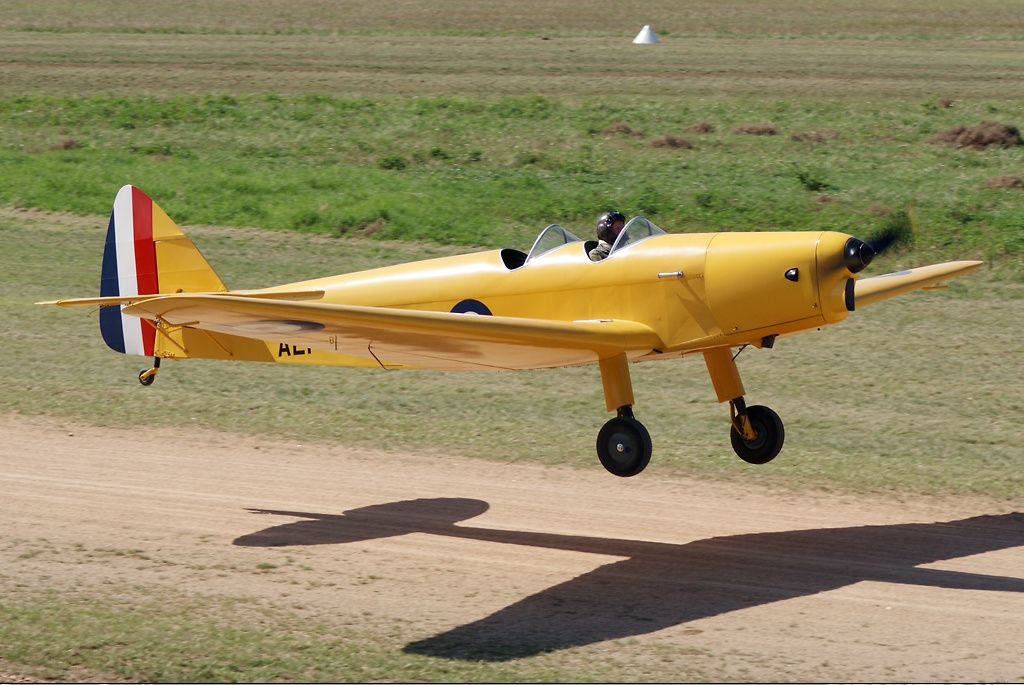
Moth Minor despegando del aeropuerto de Melton, en Victoria (Australia).

El 24 de agosto de 1931, la compañía había hecho volar el único ejemplar del DH.81 Swallow Moth, un biplaza de ala baja y cabina abierta equipado con un motor Gipsy IV de 80 hp. Como la capacidad de producción estaba íntegramente ocupada por diversos modelos Moth, el proyecto fue interrumpido, y sólo resurgió unos años después, cuando se pudo sacar partido de ciertas técnicas estructurales utilizadas en el DH.88 Comet y en el DH.91 Albatross.
Se diseñó como un sustituto monoplano de ala baja para la serie de biplanos Moth. Se pretendía que ofreciese las mismas prestaciones con menos potencia, y sin necesitar riostras. El prototipo del DH.94 Moth Minor, construido íntegramente en madera, voló por primera vez el 22 de junio de 1937 en Hatfield, con Geoffrey de Havilland a los mandos. Para el estallido de la Segunda Guerra Mundial se habían producido 71 aviones. Con un precio de venta de 575 libras esterlinas de la época, el Moth Minor nunca faltaba en los clubes de vuelo deseosos de adquirir monoplanos modernos. Se construyeron nueve aviones Moth Minor Coupé con cabina cerrada por una cubierta abisagrada en lugar de la cabina abierta normal y la sección trasera del fuselaje agrandada. 
A principios de 1940, cuando la capacidad de producción de la factoría de Hatfield debió consagrarse a aviones más importantes en relación con el esfuerzo destinado a los proyectos bélicos, los planos, el utillaje, los elementos componentes y las células terminadas pero no entregadas fueron enviados a De Havilland Pty Ltd de Bankstown, Sídney. Más de 40 ejemplares fueron suministrados a la Real Fuerza Aérea Australiana.
Los aparatos civiles británicos fueron requisados para servir en la guerra con la RAF y el Fleet Air Arm de la Marina Real Británica. De los primeros, la mayoría sirvieron en el Grupo 22 para entrenar pilotos de planeador.
Un ejemplar fue utilizado por el Cuerpo Aéreo del Ejército de los Estados Unidos, con la matrícula 42-94128.

## Variantes
DH.94 Moth Minor
Avión biplaza de entrenamiento y turismo.
DH.94 Moth Minor Coupé
Avión biplaza de entrenamiento y turismo, con el fuselaje trasero agrandado y una cubierta de cabina abisagrada.

## Operadores

### Militares
Australia
- Real Fuerza Aérea Australiana

 Estados Unidos
- Cuerpo Aéreo del Ejército de los Estados Unidos

 India
- Real Fuerza Aérea india

 Nueva Zelanda
- Real Fuerza Aérea de Nueva Zelanda

 Reino Unido
- Real Fuerza Aérea británica
- Marina Real Británica

 Sudáfrica
- Fuerza Aérea Sudafricana

## Especificaciones
Referencia datos: British Civil Aircraft since 1919, Vol 2 

### Características generales
- Tripulación: Dos
- Longitud: 7,4 m (24,4 ft)
- Envergadura: 11,2 m (36,6 ft)
- Altura: 1,9 m (6,3 ft)
- Superficie alar: 15,1 m² (162,5 ft²)
- Perfil alar: RAF34 modificado[4]
- Peso vacío: 446 kg (983 lb)
- Peso máximo al despegue: 703 kg (1549,4 lb)
- Planta motriz: 1× motor lineal invertido de 4 cilindros refrigerado por aire De Havilland Gipsy Minor.
  - Potencia: 67 kW (92 HP; 91 CV)
- Hélices: Bipala de paso fijo de madera

### Rendimiento
- Velocidad máxima operativa (Vno): 190 km/h (118 MPH; 103 kt)
- Velocidad crucero (Vc): 160 km/h (99 MPH; 86 kt)
- Alcance: 480 km (259 nmi; 298 mi)
- Techo de vuelo: 5000 m (16 404 ft)
- Régimen de ascenso: 3,1 m/s (610 ft/min)
- Carga alar: 46,7 kg/m² (9,6 lb/ft²)
- Potencia/peso: 0,95 kW/kg (0,58 hp/lb)

## Aeronaves relacionadas

### Aeronaves similares
- Klemm Kl 35
- RWD 23
- British Aircraft Swallow
- Miles M.2 Hawk Trainer
- Yakovlev UT-2

### Secuencias de designación
- Secuencia DH._ (interna de De Havilland): ← DH.91 - DH.92 - DH.93 - DH.94 - DH.95 - DH.96 - DH.97 →
- Secuencia A_ (Segunda Serie de la RAAF, 1935-1963): ← A18 - A19 - A20 - A21 - A22 - A23 - A24 →